# Ħ (латиниця)
Ħ (велика) і ħ (мала) — латинські літери, які використовуються в деяких системах письма, зокрема в транскрипціях та алфавітах деяких мов. Літера є модифікацією літери H, з горизонтальною рискою (перекресленням) у середині. Вона може позначати специфічні звуки в різних мовах або писемних системах.

## Історія та використання
Літера Ħ з'являється у письмових системах на основі латини в різних контекстах. Одним із основних її застосувань є використання в транскрипціях для позначення певних звуків, зокрема в мовах, що мають специфічні фонетичні особливості, або в спеціалізованих мовних системах.

### В арабській латинізації та мовах з арабським впливом
У деяких випадках, ħ використовується для позначення фонеми, схожої на звук, який в арабській мові позначається літерою ح (ха). Цей звук є глухим, заднім, щелепним, який не має аналогів у стандартних латинських алфавітах.

### Мальтійська мова
У мальтійській мові, що є офіційною мовою Мальти, ħ позначає специфічний приголосний звук, схожий на звуки [h] або [x], але з додатковим характером, властивим мальтійському мовленню.

### Латинські алфавіти з модифікаціями
У деяких варіантах латинських алфавітів, як то в кириличних транскрипціях для української та інших слов'янських мов, літера Ħ може використовуватися для позначення звуків, які важко передати стандартним латинським алфавітом.

### Використання в українських транслітераціях
У деяких неофіційних системах транскрипції та латинізації української мови, літера Ħ може бути використана для позначення звуків, які не мають прямого еквівалента у стандартних латинських букв. Зокрема, вона може використовуватися для передачі звука [х] або [ґ], залежно від контексту.

### Літера в комп'ютерних системах
Літера Ħ є частиною Юнікоду, що дозволяє її використовувати у різних текстових редакторах, вебсторінках та комп'ютерних програмах. Її код у стандарті Юнікоду: U+0126 для великої літери і U+0127 для малої.

### Схожі літери
Літера Ħ має схожість з іншими латинськими літерами, зокрема з літерою H. Однак наявність горизонтальної риски змінює її функцію в мовах, де вона використовується.